# Unipeltata
Unipeltata Latreille, 1825 è un sottordine di crostacei. Coincide precisamente con l'ordine Stomatopoda e quindi non è di grande utilizzo.

## Tassonomia
Comprende le seguenti superfamiglie:
- Bathysquilloidea Manning, 1967
- Gonodactyloidea Giesbrecht, 1910
- Erythrosquilloidea Manning & Bruce, 1984
- Lysiosquilloidea Giesbrecht, 1910
- Squilloidea Latreille, 1802
- Eurysquilloidea Ahyong & Harling, 2000
- Parasquilloidea Ahyong & Harling, 2000